# Crioa hyperdasys
Crioa hyperdasys är en fjärilsart som beskrevs av Turner 1930. Crioa hyperdasys ingår i släktet Crioa och familjen nattflyn. Inga underarter finns listade i Catalogue of Life.